# Barnkläder
Barnkläder är kläder gjorda speciellt för barn. Storlekarna mäts i centilong (cl) i stora delar av Europa och går oftast upp till 170 cl men i USA och vissa andra länder används barnets ålder eller vikt för att ange storleken.

## Historia

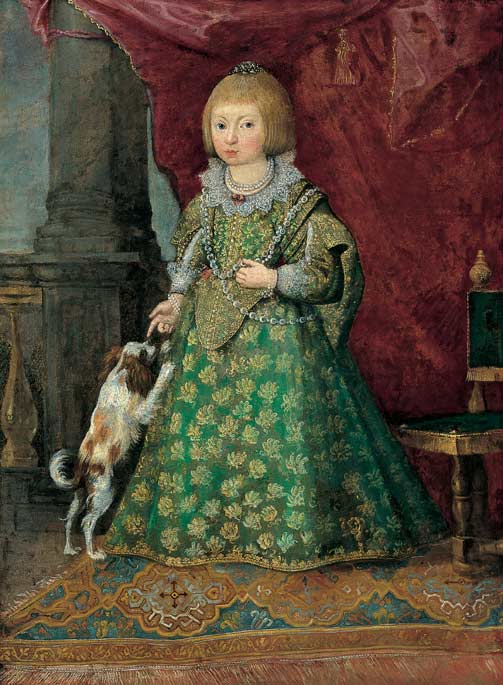
En österrikisk flicka i adelns tidstypiska barnkläder.

Under större delen av medeltiden var både pojkar och flickor klädda i tunikor och klänningar upp till sexårsåldern. Det var lätt att byta blöja på småbarnen och lätt för dem att klara av toalettbestyren på egen hand när de blev lite större. Pojkar kläddes i klänning långt in på 1800-talet. Den ersattes senare av byxdräkten skeleton till lite äldre pojkar. I början av 1900-talet kom nya material som var lättare att tvätta och stryka så pojkarna kunde få byxor som de vuxna.

### Barnmode i Sverige under 1900-talet
Under 1900-talet präglades barnmodet av kön, klasstillhörighet, trender och samhällsreformer, men också av världskrig och av det vuxna modet. Mellan åren 1900 och 1910 blev färdigsydda kläder alltmer vanliga, detta kan beskrivas som en konsekvens av det framväxande konsumtionssamhället som formats till följd av industrialiseringen i Västeuropa under 1800-talets senare hälft. Under 1910-talet blev klasskillnaderna alltmer märkbara i textilindustrin. På grund av första världskrigets materialransoneringar avskalades kläderna och barnmodet blev alltmer enkelt. 1930-talets barnmode var på många sätt mycket likt det som varit mellan 1910 och 1930. Andra världskriget kom att sätta en stor prägel på 1940-talets mode. Trots att Sverige inte deltog i kriget behövdes åtgärder vidtas för att garantera försörjningen av olika förnödenheter. Textil, och därmed kläder, lades till på ransoneringslistan 1942 och skor tillades 1943. Under 1950-talet gjorde det amerikanska cowboymodet genomslag i Sverige. 1960-talet kom att bli årtiondet för pastellfärger, men också starka färger som gult, orange, knallrosa, ärtgrönt, rött och turkos. 1970-talet blev ett årtionde då jeans och jeansjackor kom att dominera barnmodet. Under 1980-talet fortsatte jeans att vara den främsta underdelen bland både flickor och pojkar, men också ballongkjolar växte i popularitet. 1990-talet kom att bli ett årtionde då trender starkt genomsyrade modet för de äldre barnen och då popstjärnor, supermodeller och skådespelare starkt influerade modet.

## Nutid
Moderna barnkläder skiljer sig huvudsakligen från vuxenkläder genom dess storlekar, men är ofta även konstruerade för att vara rymliga och tillåta rörelser. Konfektionsindustrin innebar ett uppsving för barnkläder, som blev allt mer praktiska. Overall blev som ett resultat populära under 1920-talet. Under 1930-talet satsades i Sverige på bra och billiga kläder, vilket ökades än mer efter att barnbidraget infördes 1948. Kläderna var ofta lätta att ta på sig, för att barnen själva ska kunna ta på sig dem.
Flickkläder har ofta likheter med det kvinnliga modet, medan pojkkläder har mer gemensamt med herrmodet, med en striktare stil. Sjömanskostym är ett klassiskt pojkklädesplagg som finkläder. Jeans och trikåtröja har blivit en unisexkombination.

## Babykläder

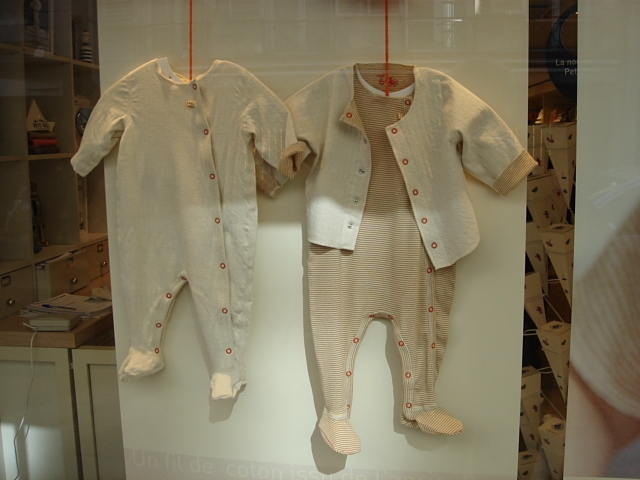
Babykläder.

Babykläder syftar på de kläder som används innan ett barn har lärt sig att gå. Eftersom småbarn har blöja är babykläder utformade på ett speciellt sätt. Historiskt har man ofta lindat barn, och så gjordes in på 1900-talet. På 1940-talet infördes storleksanpassade plastbyxor. När trikå infördes blev kläderna mer töjbara vilket tillät barnen att röra på armar och ben. Body är ett vanligt babyklädesplagg.

## Tonårsmode
Under 1950-talet lanserades för första gången en modestil som riktades speciellt till tonåringar. Modet hade starka influenser från collegekläder i USA. Under 1960-talet övertog popmodet.

## Färger
Plaggen var likadana för pojkar och flickor till i början av 1900-talet. När man började skilja på pojk- och flickkläder var det vanligt att pojkarna kläddes i rosa, som liksom rött, signalerade krigiskhet och makt och flickorna i blått som bland katoliker kopplas till jungfru Maria.
Färgerna bytte plats med varandra mellan första och andra världskriget, men man vet inte varför. En teori är att soldaternas blåa uniformer gjorde att blått började att förknippas med maskulinitet och flickorna fick nöja sig med rosa. Modeindustrin hakade på trenden och började skapa kollektioner i olika färger för pojkar och flickor, män och kvinnor. Det var också ett sätt att öka konsumtionen eftersom en familj med döttrar då måste köpa nya kläder när de fick en pojke.